# Diplogrammus paucispinis
Diplogrammus paucispinis là một loài cá biển thuộc chi Diplogrammus trong họ Cá đàn lia. Loài này được mô tả lần đầu tiên vào năm 2014.

## Phân bố và môi trường sống
D. paucispinis có phạm vi phân bố ở Tây Bắc Ấn Độ Dương. Loài cá này được tìm thấy tại Biển Đỏ, ngoài khơi Ả Rập. Mẫu vật của D. paucispinis được thu thập ở độ sâu khoảng 8 m, trên vùng đáy cát mịn gần các rạn san hô.

## Mô tả
Chiều dài cơ thể tối đa được ghi nhận ở D. paucispinis là 4 cm. Vây lưng thứ nhất có các sợi tia ở cá đực; cá cái không có điểm này. Ở cả hai giới, vây đuôi thon dài và nhọn. Cá đực có một đường sọc ngắn màu xanh lam ở khóe miệng.
Số gai ở vây lưng: 4; Số tia vây mềm ở vây lưng: 8; Số gai ở vây hậu môn: 0; Số tia vây mềm ở vây hậu môn: 7; Số gai ở vây bụng: 1; Số tia vây mềm ở vây bụng: 5.